# Tudjuh-Archipel
Der Tudjuh-Archipel (indonesisch Kepulauan Tujuh) sind eine indonesische Inselgruppe im Südchinesischen Meer. 

## Geographie
Der Tudjuh-Archipel liegt zwischen der Malaiischen Halbinsel und der Insel Kalimantan (Borneo). Sie bestehen aus den Anambas-, Natuna-, Tambelan- und Badasinseln. Außerdem gehören die Subi-, Sejang- und Seresaninseln zum Archipel.
Die Inseln gehören zum Regierungsbezirk (indonesisch Kabupaten) Bintan (Provinz Riau-Inseln).
Die Volksrepublik China erkennt zwar die Hoheit Indonesiens über die Natuna-Inseln an, akzeptiert aber die ausschließliche Wirtschaftszone nicht und beruft sich dabei auf „traditionelle chinesische Fischgründe“, was nach dem Völkerrecht jedoch keine Bedeutung hat.